# Иллидан
Иллида́н Я́рость Бу́ри (англ. Illidan Stormrage) — один из основных персонажей вымышленной вселенной Warcraft. Наиболее значимо его участие в событиях, описанных в компьютерной игре Warcraft III: Reign of Chaos, а также в дополнении The Frozen Throne к ней. Также Иллидана можно встретить в World of Warcraft, начиная с дополнения The Burning Crusade, в Hearthstone: Heroes of Warcraft и в Heroes of the Storm.
В русской локализации Иллидану подарили свои голоса Виктор Цымбал (Warcraft III: Reign of Chaos), Виктор Бохон (Warcraft III: The Frozen Throne) и Владислав Копп (World of Warcraft, Hearthstone: Heroes of Warcraft, Heroes of the Storm, Warcraft III: Reforged).

## Внешность
Иллидан — как наги и, особенно, сатиры — является трансформировавшимся, искажённым ночным эльфом. Начинал жизнь, будучи вполне нормальным представителем мужского пола своей расы: мускулистый, с острыми чертами лица, сияющими янтарными глазами, лиловой кожей и длинными заострёнными ушами.
Когда Иллидан примкнул к Саргерасу, тот сжёг его глаза изумрудным пламенем, подарив ему особое, магическое зрение, от которого не могли укрыться ни демоны, ни нежить.
Облик его изменился и тогда, когда он впитал мощь артефакта Черепа Гул'дана, что наполнило его демонической энергией Скверны. После превращения его кожа осталась лиловой, а уши — длинными и заострёнными, но появились крылья, рога и вместо ступней — копыта; также он получил способность полностью превращаться в демона. Душа бывшего ночного эльфа стала демонической, а сам он обрёл бессмертие: как и прочих демонов, окончательно убить его можно только в особых местах Круговерти Пустоты.
После трансформации при хождении по суше он оставляет выжженные, дымящиеся отпечатки копыт, а когда идёт по воде, от его следов поднимаются пузырьки.
Также Иллидан способен летать.

## Способности и умения

Иллидан

Иллидан использует тайную магию и магию Скверны — демоническую силу, сжигая тела и души своих врагов; в результате поглощения силы черепа Гул’дана обрёл способность превращаться в демона и уничтожать противников сгустками хаотического пламени.
Иллидан появляется в дополнении The Burning Crusade и присутствует в последующих дополнениях, где применяет теневую и огненную магию.
В качестве оружия ближнего боя Иллидан использует парные клинки Аззинота — оружие демона из числа Стражей Рока, поверженного Иллиданом в Войне Древних. Будучи начисто лишённым магических сил во время своего десятитысячелетнего заточения в темнице, Иллидан в совершенстве обучился владению ими. В дополнении Legion Иллидан использует клинки из чистой энергии Скверны.

## Биография

### Жизнь до заточения
Иллидан, из расы ночных эльфов, вместе со своим братом-близнецом, друидом Малфурионом Ярость Бури, был одной из ключевых личностей в первой войне против демонов Пылающего Легиона. Оба брата были влюблены в их подругу детства, жрицу богини Элуны по имени Тиранда, но она ответила взаимностью Малфуриону, чем разбила сердце Иллидана.
Иллидан рос, пребывая в зависимости от могущества волшебной энергии Колодца Вечности, изо всех сил пытаясь удержать контроль над почти победившим его голодом магии. Когда же он узнал, что победа над Пылающим Легионом разрушит Колодец, то решился на поступок, идущий вразрез с мнением большинства ночных эльфов. Незадолго до прибытия к Колодцу Вечности Малфуриона и уничтожения источника магического могущества и бессмертия эльфов он отправился к королеве Высокорождённых Азшаре, где предал брата, рассказав владычице о его плане. Когда Малфурион и его союзники ворвались во дворец, королева была готова к встрече. Во время битвы Иллидан втайне пробрался к Колодцу и набрал несколько хрустальных флаконов сияющей магией воды, чем впоследствии обрёк на гибель весь Азерот, но вернул ночным эльфам магические силы и бессмертие.
Древний мир был разрушен, но Иллидан выжил и достиг горы Хиджал задолго до Малфуриона, по пути убив несколько ночных эльфов, оставшихся сторожить Древо Жизни. В своём стремлении поддержать потоки магии в мире Иллидан восстановил Колодец Вечности.
Хорошо зная, куда приведут безжалостные планы Иллидана, Малфурион решил покончить с безумствами брата раз и навсегда. С помощью полубога Кенария Малфурион заточил Иллидана внутри огромной подземной тюрьмы, где тот оставался бы закованным и бессильным до конца времён. Чтобы быть уверенным в заточении брата, Малфурион уполномочил молодую смотрительницу Майев Песнь Теней, брата которой он едва не убил на горе по пути к будущему колодцу, быть личной тюремщицей Иллидана.
В подземном заточении Иллидан провёл 10 тыс. лет, и эти годы отразились на его рассудке отнюдь не благотворно.

### Альтернативная история
В мире Азерота существуют несколько путешественников во времени, которым удалось частично переписать историю своего мира, в том числе трое смельчаков — Ронин, Броксигар и Кориалстраз. Через временной портал на горе Хиджал они из эпохи Второй войны перенеслись на 10 тыс. лет назад, в эпоху Войны Древних, и попытались изменить ход истории таким образом, чтобы предотвратить вторжение Пылающего Легиона либо как-то его ослабить.
В новой исторической реальности, несмотря на все старания троицы путешественников во времени, предотвратить вторжение Легиона так и не удалось, однако Иллидан смог обуздать свою тягу к магии и придумал план, при помощи которого можно было победить демонов. Он отправился к военачальникам Легиона — Кил’джедену и Архимонду — и сумел убедить их в своей верности захватчикам, после чего на аудиенции у Саргераса предложил тому в обмен на дополнительную силу добыть могущественный артефакт — Душу дракона (впоследствии более известный как Душа демона), который бы позволил Врагу лично появиться в Азероте. Падший титан согласился на это и в знак договора наделил Иллидана необычайным магическим зрением и демоническими силами, предварительно ослепив его.
Однако вместе с Иллиданом отправились солдаты Азшары. Они схватили Малфуриона вместе с Душой; впоследствии тот сумел бежать, но, несмотря на просьбы эльфа, Саргерас не доверил ему диски. Иллидан был в сильном смятении, однако у него быстро созрел новый план: он наполнил в Колодце Вечности 7 хрустальных флаконов, дабы при помощи заклинания поменять полярность портала, чтобы всех демонов во главе с Саргерасом выбросило из Азерота. Однако, как оказалось, это заклинание было нашептано ему древними богами, и произнеси его Иллидан, оно освободило бы их из вечного заточения. Но в решающий момент появился Малфурион с Душой дракона, и братья смогли закрыть портал.
Побочным эффектом заклинания стало разрушение Колодца Вечности, и Великий Раскол всё-таки произошёл. Многие эльфы спаслись на горе Хиджал, но Высокорождённые оказались на дне водоворота и, не без помощи Древних богов, превратились в наг.
После победы Малфурион стал популярен, а Иллидан, из-за своего странного вида, дарованного ему Саргерасом, и странного поведения во время вторжения, напротив, вызывал подозрения. Все подвиги героя обернулись позором, и это его сильно раздражало. Предвидя новые вторжения демонов, он решил создать второй Колодец Вечности, выбрав тихое озеро на вершине горы Хиджал и вылив туда три из семи сохранённых флаконов чистой магии. За этим занятием его и застал эльфийский патруль. Во время разборки один из патрульных в сердцах воскликнул: «Да если бы не твой брат, мы бы тебя...». Эти слова привели Иллидана в ярость, и, прежде, чем его скрутили, он убил нескольких эльфов. На последующем суде Иллидана решили пожизненно заточить в темницу. Не удовлетворённая приговором Майев Песнь Теней, брат которой, по имени Джерод, был в том патруле и был ранен Иллиданом, вызвалась лично его сторожить.

### События Warcraft III
После он был освобождён Тирандой для борьбы с вновь вторгшимися в Азерот демонами Пылающего Легиона. Но жажда магии с новой силой овладела им. Он поглотил энергию демонического артефакта — черепа Гул’дана и сам стал наполовину демоном. Это дало ему силы победить Тихондрия, одного из самых могущественных натрезимов. Но за использование магии демонов он был навечно изгнан из Ясеневого леса Малфурионом.
Спустя некоторое время он пробудил загадочный народ — наг. То были некогда Высокорождённые, ночные эльфы, которые в погоне за магией и могуществом вызвали первое нашествие Легиона. Теперь они трансформировались в змееподобных существ и могли жить как под водой, так и на суше. По приказу демона Кил’джедена Иллидан стал искать способ уничтожить вышедшего из повиновения тому Короля-лича — Нер’зула. Для этого он отправился на поиски гробницы Саргераса. Ему нужно было найти око повелителя Пылающего Легиона, могучий артефакт, с помощью которого Иллидан смог бы уничтожить Ледяной Трон и выполнить поставленную Кил’джеденом задачу. Однако ему помешали тюремщица Майев и его собственный брат. Иллидан был вынужден скрыться в Запределье от гнева Кил’джедена. Майев отправилась за ним и пленила Иллидана, но уже вскоре он был освобождён объединённой армией эльфов крови во главе с принцем Кель’тасом Солнечным Скитальцем и нагами во главе с леди Вайш. Принц присягнул на верность Иллидану. Вместе они стали планировать захват этого мира.
Иллидан поведал принцу о том, что власть в этих землях принадлежит демону Магтеридону, который ежедневно получает подкрепления через открытые Нер’зулом порталы. Поэтому в первую очередь было решено закрыть порталы. Пока Иллидан творил заклинания, Кель’тас и его эльфы крови защищали его от демонов, появлявшихся из порталов. После этого они начали штурм цитадели Магтеридона. Уничтожив его охрану, они вступили в схватку с самим демоном и победили его. Магтеридон был удивлён. Склонившись перед Иллиданом, он спросил у него, не является ли тот служителем Легиона, присланным, чтобы испытать его. Иллидан рассмеялся ему в лицо и сказал, что пришёл свергнуть его, а не испытывать. Так Иллидан стал новым хозяином Запределья.
Зелёные печати Иллидана означают: «Овладевший костями Гул’дана правит его силой, и все знания переходят к владельцу его плоти».
После захвата Запределья Иллидан предпринял попытку лично разрушить Ледяной Трон, но был остановлен в последний момент принцем Артасом.

### События World of Warcraft
После неудачного штурма Ледяного Трона и ранения, нанесённого рунным мечом Артаса — «Ледяной Скорбью», Иллидан вернулся в Чёрный храм, где и продолжал править.

#### The Burning Crusade
После возвращения Иллидан отправил отряд эльфов крови на захват города Шаттрат, но этот отряд (во главе с Воренталем) предал его и перешёл на сторону чистейших воплощений света — наару. Кель’тас после битвы у Ледяного Трона предал Иллидана и захватил крепость наару. Леди Вайш заняла неопределённую позицию, осуществляя самостоятельную деятельность по созданию источника магической силы. Акама, вождь дренеев, также отошёл от своего покровителя и с помощью авантюристов из Азерота подготовил и осуществил свержение Иллидана, в котором приняла участие Майев Песнь Теней. После победы над Иллиданом Майев и её подручные заключили израненное тело Иллидана в кристалл. Таким же образом были пленены все охотники на демонов. Кристаллы поместили в новую тюрьму — Казематы Стражей на Расколотых островах, где узники должны были провести вечность.

#### Legion
Победив Иллидана в Чёрном храме, Стражи забрали его безжизненное тело в секретную тюрьму (Казематы Стражей) в Азсуне, что на Расколотых островах, чтобы навечно его там похоронить. Даже после смерти оно могло быть использовано в интересах Легиона. Однако Гул’дану (из альтернативного Дренора) удалось проникнуть в Казематы, чтобы похитить тело Иллидана и использовать его как вместилище для аватары Саргераса. Однако, планы великого чернокнижника были сорваны героями Азерота и восстанием части ночнорождённых против Легиона, и он был убит самим Иллиданом. Вскоре после этого Иллидан на корабле дренеев отправляется вместе с Веленом и Кадгаром на Аргус, где помогает им вернуть свой дом. В эпилоге дополнения он решает стать тюремщиком Саргераса. Поскольку он вынужден покинуть Азерот, перед уходом он просит передать послания своей возлюбленной Тиранде и брату.

## Факты
- В финальном ролике Warcraft III: The Frozen Throne рыцарь смерти Артас наносит удар Иллидану своим рунным клинком «Ледяная Скорбь», после чего Иллидан, сражённый, падает наземь. Особенностью этого клинка является порабощение души поверженного противника и многие предполагали, что Иллидан мёртв[8]. Однако, в World of Warcraft он появляется живым и относительно здоровым, причём отнюдь не рабом Короля-лича. Позже игроки узнают, что Иллидану не был нанесён смертельный удар, а также то, что он был доставлен в Запределье нагами и эльфами крови, где и был успешно излечён[9].
- Иллидан, названный за свою связь с Пылающим Легионом Предателем, в World of Warcraft оказывается предан всеми[10].
- В сообществе игроков стала популярной фраза Иллидана, сказанная им во вступительном ролике The Burning Crusade «Вы не готовы!»[11].
- В валлийском (языке жителей Уэльса) есть слово «Эллилдан», дословно «эльфийский огонь», означающее «блуждающий огонь», «болотный огонёк»[12][13].